# Лопатино (Кувшиновский район)
Лопатино — деревня в Кувшиновском районе Тверской области России. Входит в состав Прямухинского сельского поселения.

## География
Деревня находится на западе центральной части Тверской области, в зоне хвойно-широколиственных лесов, при автодороге 28Н-0854.

### Климат
Климат характеризуется как умеренно континентальный, с прохладным летом и относительно мягкой зимой. Средняя температура воздуха самого холодного месяца (января) — −10 — −9 °C, средняя температура самого тёплого (июля) — 17 — 18°С. Годовое количество атмосферных осадков составляет около 540—750 мм, из которых большая часть выпадает в тёплый период. Среднегодовая скорость ветра варьирует в пределах от 3,5 до 4,2 м/с.

## Население
| 2008 | 2010 |
| ---- | ---- |
| 54   | ↗79  |

### Национальный состав
Согласно результатам переписи 2002 года, в национальной структуре населения русские составляли 95 % из 91 чел.

## Инфраструктура
Личное подсобное хозяйство с зоной сельскохозяйственного использования, индивидуальная застройка усадебного типа.

## Транспорт
Автобусное сообщение с райцентром. Остановка общественного транспорта «Лопатино». 